# Mona Nilsen
Mona Nilsen (* 17. September 1973) ist eine norwegische Politikerin der sozialdemokratischen Arbeiderpartiet (Ap). Seit 2021 ist sie Abgeordnete im Storting.

## Leben
Nilsen stammt aus Narvik. Sie ist ausgebildete Kinderpädagogin. Von der Hochschule Harstad hält sie einen Masterabschluss in Führung. In Narvik saß sie von 2015 bis 2019 im Kommunalparlament. Im Jahr 2019 zog sie in das Fylkesting von Nordland ein. Sie übernahm im Jahr 2020 den Vorsitz der Arbeiderpartiet in Nordland.
Nilsen zog bei der Parlamentswahl 2021 erstmals in das norwegische Nationalparlament Storting ein. Dort vertritt sie den Wahlkreis Nordland und wurde zunächst Mitglied im Finanzausschuss. Im Oktober 2023 wechselte sie in den Familien- und Kulturausschuss.